# Maxomys ochraceiventer
Maxomys ochraceiventer és una espècie de mamífer rosegador de la família dels múrids. Viu a altituds d'entre 300 i 1.700 msnm a Indonèsia i Malàisia. Els seus hàbitats naturals són els boscos de dipterocarpàcies, els boscos montans i els boscos molsosos de lauràcies i roures. És una espècie en risc mínim, és a dir, no sembla que hi hagi cap amenaça significativa per a la seva supervivència. El seu nom específic, ochraceiventer, significa ‘ventre ocraci’ en llatí.